# Amy Yasbeck
Amy Marie Yasbeck (ur. 12 września 1962 w Blue Ash w stanie Ohio) – amerykańska aktorka filmowa i telewizyjna. Największą popularność przyniosły jej role w komediach, a szczególnie udział w filmach Mela Brooksa Robin Hood: Faceci w rajtuzach i Dracula – wampiry bez zębów. Pojawiła się także w takich filmowych przebojach jak: Pretty Woman (1990) czy Maska (1994). Przez 3 lata (1994-97) grała w popularnym serialu Skrzydła.
Córka Johna Yasbecka (1921-1982), rzeźnika, i Dorothy Murphy (1922-1984), gospodyni domowej. Uczyła się w Summit Country Day School i Usuline Academy. Po śmierci rodziców wyjechała do Nowego Jorku.
Była związana z aktorem Johnem Ritterem, który zmarł 11 września 2003. Mieli córkę Stellę (ur. 1998). Ma korzenie libańskie i irlandzkie.

## Filmografia

### Filmy
- Dom II: Następna historia (1987) jako Jana
- I znowu plusk (1988) jako Madison
- Pretty Woman (1990) jako Elizabeth Stuckey
- Kochany urwis (1990) jako Flo Healy
- Kochany urwis 2 (1991) jako Annie Young
- Stuknięty bliźniak (1992) jako Diane
- Robin Hood: Faceci w rajtuzach (1993) jako Lady Marion
- Maska (1994) jako Peggy Brandt
- Dracula – wampiry bez zębów (1995) jako Mina
- Wakacje w domu (1995) jako Ginny Johnson Drewer
- Dziwna para II (1998) jako stewardesa
- Numerek na boku (1998) jako Claudia

### Seriale telewizyjne
- Dni naszego życia (1965- ) jako Olivia Reed (w l. 1986-87)
- Dallas (1978-91) jako Mary Elizabeth (gościnnie)
- Magnum (1980-88) jako Diana (gościnnie)
- Murphy Brown (1988-98) jako młoda kobieta w barze (gościnnie)
- Bill Cosby Show (1984-92) jako pani Evans (gościnnie)
- Pokolenia (1989-91) jako Carla
- Skrzydła (1990-97) jako Casey Chapel Davenport
- Diagnoza morderstwo (1993-2001) jako Karen Davis (gościnnie)
- Ja się zastrzelę (1997-2003) jako Skyler (gościnnie)
- Najgorszy tydzień (2008-09) jako Toni (gościnnie)